# العلاقات بين النمسا وحلف الناتو
تربط النمسا ومنظمة حلف شمال الأطلسي (الناتو) علاقة وثيقة. النمسا هي إحدى الدول الخمس الأعضاء في الاتحاد الأوروبي التي ليست أعضاء في حلف شمال الأطلسي. تقيم النمسا علاقات رسمية مع حلف شمال الأطلسي منذ عام 1995, عندما انضمت إلى برنامج الشراكة من أجل السلام.

## التاريخ
| الدول الأعضاء في حلف شمال الأطلسي تم توقيع بروتوكول الانضمام البلدان في طور الانضمام الدول وعدت بالدعوات | العضوية ليست الهدف الدول لم تعلن عن نواياها بشأن العضوية |

الدول الأعضاء في حلف شمال الأطلسي
تم توقيع بروتوكول الانضمام
البلدان في طور الانضمام
الدول وعدت بالدعوات
العضوية ليست الهدف
الدول لم تعلن عن نواياها بشأن العضوية

تم احتلال النمسا من قبل القوى المتحالفة الأربع المنتصرة بعد الحرب العالمية الثانية في ظل مجلس مراقبة الحلفاء, على غرار ألمانيا. أثناء المفاوضات لإنهاء الاحتلال, والتي كانت مستمرة في نفس الوقت الذي كانت فيه ألمانيا, أصر الاتحاد السوفيتي على أن تتبنى الدولة الموحدة نموذج الحياد السويسري. وكانت الولايات المتحدة تخشى أن يشجع هذا ألمانيا الغربية على قبول مقترحات سوفييتية مماثلة بالحياد كشرط لإعادة توحيد ألمانيا. بعد وقت قصير من انضمام ألمانيا الغربية إلى حلف شمال الأطلسي, اتفقت الأطراف على معاهدة الدولة النمساوية في مايو 1955, والتي استندت إلى حد كبير على مذكرة موسكو الموقعة في الشهر السابق بين النمسا والاتحاد السوفيتي. في حين أن المعاهدة نفسها لم تلزم النمسا بالحياد, فقد تم تكريس ذلك لاحقًا في دستور النمسا في أكتوبر من ذلك العام بإعلان الحياد. ويحظر الإعلان على النمسا الانضمام إلى تحالف عسكري, واستضافة قواعد عسكرية أجنبية داخل حدودها, والمشاركة في الحرب.
كانت عضوية النمسا في الاتحاد الأوروبي (أو المنظمات السابقة له) مثيرة للجدل بسبب التزام النمسا بالحياد. ولم تنضم النمسا إلا في عام 1995, إلى جانب دولتين من دول الشمال أعلنتا أيضًا حيادهما في الحرب الباردة (السويد وفنلندا). انضمت النمسا إلى شراكة الناتو من أجل السلام في عام 1995, وتشارك في مجلس الشراكة الأوروبية الأطلسية التابع للناتو. يشارك الجيش النمساوي أيضًا في عمليات حفظ السلام التابعة للأمم المتحدة وينتشر في العديد من البلدان اعتبارًا من 2022, بما في ذلك كوسوفو، ولبنان، والبوسنة والهرسك, حيث قادت بعثة الاتحاد الأوروبي هناك منذ عام 2009. جادل السياسي المحافظ أندرياس خول, المرشح الرئاسي لعام 2016 من حزب الشعب النمساوي (ÖVP), لصالح عضوية حلف شمال الأطلسي للنمسا في ضوء الغزو الروسي لأوكرانيا عام 2022, والمستشار من عام 2000 إلى عام 2007, فولفغانغ شوسل, أيضًا من ÖVP, دعم عضوية الناتو كجزء من التكامل الأوروبي. ومع ذلك, رفض المستشار النمساوي الحالي كارل نيهامر فكرة إعادة فتح حياد النمسا, كما أن العضوية لا تحظى بشعبية كبيرة لدى الجمهور النمساوي. وفقًا لاستطلاع أجرته وكالة الأنباء النمساوية في مايو 2022, أيد 14% فقط من النمساويين الذين شملهم الاستطلاع الانضمام إلى الناتو, بينما عارضه 75%.
وفي مايو 2022, تقدمت السويد وفنلندا بطلب للحصول على عضوية الناتو, بينما أعلنت النمسا أنها ستواصل سياسة الحياد.

## استطلاعات عضوية النمسا في حلف شمال الأطلسي
وتعارض أغلبية واضحة من النمساويين عضوية حلف شمال الأطلسي. 

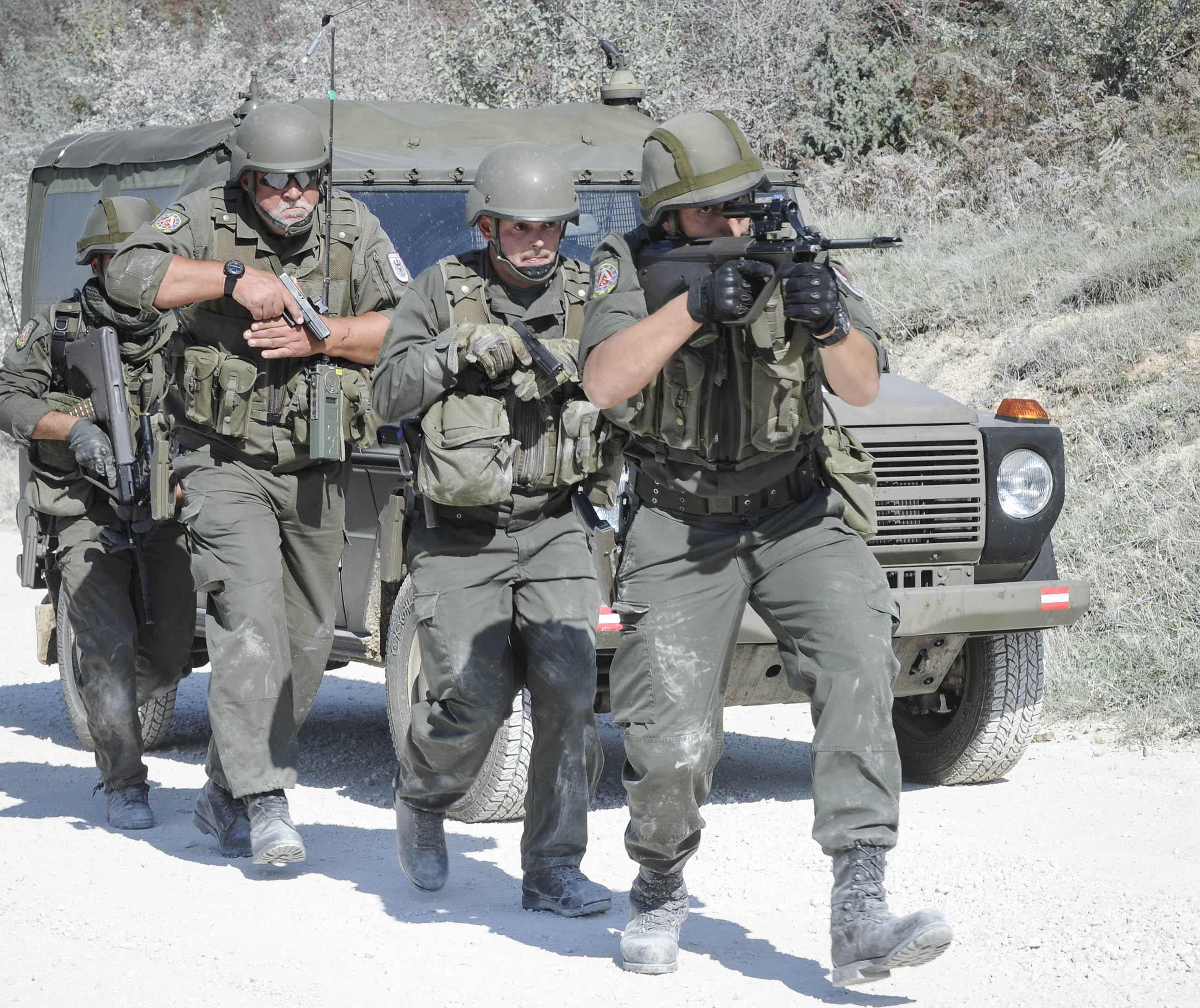
إن حياد النمسا منصوص عليه في القانون والمعاهدات, لكنها تشارك في بعثات حفظ السلام مثل عملية ألثيا في البوسنة والهرسك.

| مواعيد إجراءها  | استطلاع                             | حجم النموذج                     | دعم                             | معارضة                              | محايد أو لا يعرف                | الفارق                          | المرجع.                         |                                 |     |     |     |       |
| --------------- | ----------------------------------- | ------------------------------- | ------------------------------- | ----------------------------------- | ------------------------------- | ------------------------------- | ------------------------------- | ------------------------------- | --- | --- | --- | ----- |
| مواعيد إجراءها  | استطلاع                             | حجم النموذج                     | 11–13 أبريل 2023                | الجمعية النمساوية للسياسة الأوروبية | 1000                            | الفارق                          | المرجع.                         | 21%                             | 60% | 19% | 39% | [ 7 ] |
| 4 أبريل 2023    | علاقات فنلندا وحلف شمال الأطلسي     | علاقات فنلندا وحلف شمال الأطلسي | علاقات فنلندا وحلف شمال الأطلسي | علاقات فنلندا وحلف شمال الأطلسي     | علاقات فنلندا وحلف شمال الأطلسي | علاقات فنلندا وحلف شمال الأطلسي | علاقات فنلندا وحلف شمال الأطلسي | علاقات فنلندا وحلف شمال الأطلسي |     |     |     |       |
| 6-12 مايو 2022  | APA                                 | 1000                            | 14%                             | 75%                                 | 11%                             | 59%                             | [ 8 ]                           |                                 |     |     |     |       |
| 3-4 مارس 2022   | الجمعية النمساوية للسياسة الأوروبية | 500                             | 17%                             | 64%                                 | 19%                             | 47%                             | [ 7 ]                           |                                 |     |     |     |       |
| 24 فبراير 2022  | الغزو الروسي لأوكرانيا              | الغزو الروسي لأوكرانيا          | الغزو الروسي لأوكرانيا          | الغزو الروسي لأوكرانيا              | الغزو الروسي لأوكرانيا          | الغزو الروسي لأوكرانيا          | الغزو الروسي لأوكرانيا          | الغزو الروسي لأوكرانيا          |     |     |     |       |
| 15-21 مارس 2021 | الجمعية النمساوية للسياسة الأوروبية | 1000                            | 23%                             | 62%                                 | 15%                             | 39%                             | [ 7 ]                           |                                 |     |     |     |       |
| 16 مارس 2014    | ضم الاتحاد الروسي للقرم             | ضم الاتحاد الروسي للقرم         | ضم الاتحاد الروسي للقرم         | ضم الاتحاد الروسي للقرم             | ضم الاتحاد الروسي للقرم         | ضم الاتحاد الروسي للقرم         | ضم الاتحاد الروسي للقرم         | ضم الاتحاد الروسي للقرم         |     |     |     |       |
| يوليو 1996      | ؟                                   | 16%                             | 63%                             | 21%                                 | 47%                             | [ 9 ]                           |                                 |                                 |     |     |     |       |
| يوليو 1995      | ؟                                   | 18%                             | 70%                             | 12%                                 | 58%                             | [ 9 ]                           |                                 |                                 |     |     |     |       |

## الجدول الزمني للعلاقة
| حدث                   | تاريخ      |
| --------------------- | ---------- |
| الشراكة من أجل السلام | 1995/02/10 |

## علاقات النمسا الخارجية مع الدول الأعضاء في حلف شمال الأطلسي
- البانيا
- بلجيكا
- بلغاريا
- كندا
- كرواتيا
- جمهورية التشيك
- الدنمارك
- إستونيا
- فنلندا
- فرنسا
- ألمانيا
- اليونان
- هنغاريا
- أيسلندا
- إيطاليا
- لاتفيا
- ليتوانيا
- لوكسمبورغ
- الجبل الأسود
- هولندا
- مقدونيا الشمالية
- النرويج
- بولندا
- البرتغال
- رومانيا
- سلوفاكيا
- سلوفينيا
- إسبانيا
- تركيا
- المملكة المتحدة
- الولايات المتحدة

## أنظر أيضا
- علاقات حلف الناتو الخارجية
- توسع الناتو
- الشراكة من أجل السلام
- سياسة الباب المفتوح للناتو
- إعلان الحياد

علاقات الناتو مع الدول الأعضاء الأخرى في الاتحاد الأوروبي خارج الناتو:
- العلاقات بين أيرلندا وحلف الناتو
- العلاقات بين السويد وحلف الناتو